# Micaria medica
Espèce
Micaria medica est une espèce d'araignées aranéomorphes de la famille des Gnaphosidae.

## Distribution
Cette espèce se rencontre au Canada en Alberta et aux États-Unis au Dakota du Nord et au Colorado,.

## Description
Les mâles mesurent de 2,48 à 2,50 mm et la femelle 3,00 mm.

## Publication originale
- Platnick & Shadab, 1986 : A revision of the American spiders of the genus Micaria (Araneae, Gnaphosidae). American Museum novitates, no 2916, p. 1-64 (texte intégral).